# Bastetodon
Bastetodon är ett släkte av hyenliknande däggdjur som levde för cirka 30 miljoner år sedan i nordöstra Afrika.
Fossil av typarten Bastetodon syrtos hittades i Egypten. Kännetecknande var kraftig käkmuskler och exemplaren hade antagligen förmågan att jaga elefanter och flodhästar. Fossilet som upptäcktes är ett nästan fullständigt kranium. Det vetenskapliga släktnamnet syftar på den egyptiska gudinnan Bastet som vanligen avbildas som kattdjur. Typisk för tanduppsättningen är stora hörntänder och ett fåtal kindtänder. Det finns en stor okbensbåge som kan hålla stora muskler.